# 東光スポーツ公園軟式野球場
東光スポーツ公園軟式野球場（とうこうスポーツこうえんなんしきやきゅうじょう）は、北海道旭川市の東光スポーツ公園にある野球場。この項目では旭川ドリームスタジアム（第一球場）・軟式野球場（第二球場・第三球場）について記載している。

## 概要
メイン軟式野球場の愛称（旭川ドリームスタジアム）は市民公募によるもので、応募総数358件の中から「夢」「目標」をコンセプトに選定された。当初、サブ軟式野球場は3面を整備する計画であったが）、第二球場整備後の利用状況や財政状況を考慮し、第三球場（2面）を整備した。

## 施設
旭川ドリームスタジアム（軟式野球場（第一球場））
- 開設期間：4月20日から10月20日
- 総面積：20,289 m²
- メインスタンド（鉄筋コンクリート造一部プレストレスト・コンクリート地上2階建 面積1,323 m²）
  - 1階：事務室、本部室、役員室、放送記録室、記者室、審判控室、医務室、会議室、身障者席、選手控室（4室、シャワー、流し台)、ダッグアウト、グラウンドキーパー室、トイレ（多目的、ベビーシート）、管理諸室（設備室、倉庫）
  - 2階：軽食・休憩コーナー、トイレ、管理諸室（設備室、倉庫）
- 内野スタンド（盛土芝生スタンド 面積910 m²）
- 外野スタンド（盛土芝生スタンド 面積3,265 m²）
- バックネット、バックスクリーン、スコアボード（磁気反転式）

軟式野球場（第二球場）
- 開設期間：4月20日から10月20日
- 総面積：12,165 m²
- 本部棟、ダッグアウト、バックネット、バックスクリーン、スコアボード（手書き、マグネット）

軟式野球場（第三球場）
- 開設期間：4月20日から10月20日
- 総面積：21,707 m²
- 本部棟、ダッグアウト、バックネット、スコアボード（手書き、マグネット）

## アクセス
- 北海道旅客鉄道（JR北海道）旭川駅から車で約20分
- 旭川電気軌道「東光16条7丁目」「東光20条8丁目」バス停下車 徒歩約5分

## 参考資料
- “東光スポーツ公園 旭川ドリームスタジアム・サブ軟式野球場” (PDF).  旭川市 (2013年). 2016年6月29日閲覧。